# Miss Slovenije 2000
Miss Slovenije 2000 je bilo lepotno tekmovanje, ki je potekalo 23. septembra 2000 v Galussovi dvorani Cankarjevega doma v Ljubljani.
Prenos prireditve je bil na POP TV, ta je tudi pripravljal reportaže o regionalnih izborih. Poleg njega sta bila organizatorja še Videoton Geržina in Slovenske novice, ki so zbirale prijave kandidatk.
Novost je bila glasovanje po internetu, ki je potekalo med 17. in 23. septembrom na naslovu www.miss-slovenia.com, naslov miss interneta pa je bil enak enemu glasu člana žirije. Miss ONA so izbrali bralci priloge Ona (Slovenske novice) s pošiljanjem kuponov.
Tiaro je oblikovala Zdenka Šamec, izdelala pa Zlatarna Celje.
Prireditev je vodil Stojan Auer.

## Finale

### Uvrstitve
- Zmagovalka, miss ONA in miss interneta Maša Merc, 22 let, študentka mariborske Pedagoške fakultete, Maribor
- 1. spremljevalka Katarina Sevšek, 19 let, študentka, Ruše
- 2. spremljevalka Antonija Antonia Novak (miss Štajerske), 20 let, študentka, Lehen na Pohorju, Podvelka

Viri

### Priprave
Tekmovalke so se v torek, štiri dni pred finalom, zbrale v hotelu Krona v Domžalah. Prvi dan so pomerjale oblačila in obutev, naslednja dva pa vadile koreografijo. Dan pred finalom so imele razgovor z žirijo v slovenskem in tujem jeziku.

### Glasbeni in plesni gostje
Nastopili so K.u.t. GAS, Cubismo, Gibonni, Sound Attack, New Swing Quartet, Divas, Magnifico, Rok Golob & Iuventus, Tinkara Kovač, Nude, Power Dancers in Sebastian.

### Žirija
Sestavljali so jo Irena Polanec (slikarka), Viljem Glas (direktor Lisce), Nika Deu (direktorica marketinga in odnosov z javnostmi na Pro Plus ), Matjaž Tanko (voditelj oddaje 24 ur na POP TV), Klavdija Miko (novinarka Slovenskih novic), Jani Bavčer (oblikovalec) in Neda Gačnik (miss Slovenije 1999).

### Sponzorji
Finalistke so na štirih izhodih predstavile obleke (Chic Ljubljana in Rašica), kopalke (Lisca), nogavice (Tovarna nogavic Polzela), perilo (Lisca), obutev (Peko Tržič, Lopatec Novo mesto, Kopitarna Sevnica in Chic Ljubljana), večerne obleke (Mura Murska Sobota), krznene štole (Krznarstvo Eberl iz Ljubljane), torbice in pasove (Tovarna usnja Vrhnika), švicarske ure (Certina) in nakit (Zlatarne Celje).
Hotel Habakuk je gostil polfinale.

### Sodelavci
Stilistki sta bili Cvetka Dragan in Valerija Kalan Simčič. Vizažisti so bili iz mariborskega salona Beauty World, frizerji pa iz mariborskega salona Stanka.
Koreograf je bil Miha Lampič, scenografijo je naredilo podjetje Teater Marka Kneza in Andreja Stražišarja, svetlobni show pa Alessa Lighting. Režiserka predstave in scenaristka je bila Klavdija Zupan, TV producentka Vesna Perona, vodja projekta Petar Radović, izvršni producent Samo Žerdin, režiser TV prenosa pa Marjan Kučej.

## Miss Sveta 2000
Svetovni izbor je bil 30. novembra v Londonu. Na dobrodelno licitacijo je Merčeva odnesla sliko Irene Polanec.
S sabo je odnesla več kosov oblačil, med njimi tri obleke (Diana Kotnik, Urša Drofenik in Tatjana Strbad), ki jih izbrala devetčlanska žirija 11. oktobra na Fužinskem gradu v Ljubljani. Modno revijo je vodila Saša Eisiedler. Obleke, ki niso bile izbrane, so bile razstavljene ali prodane. Za oblikovalce je bil natečaj tudi finančni izziv.
Izboru za Miss Sveta je padala priljubljenost in bil je opisan kot orodje za služenje denarja družine Morley, ki je sklenila pogodbe s kozmetičnimi multinacionalkami, ki so v tistem obdobju odkrile zelo donosen indijski trg, in tkala vezi z najbogatejšimi pripadniki indijske družbe, zato je bilo razumljivo, da zmagovalke tega izbora prihajajo od tam in da Slovenija nima mesta v tem.